# Pietro Magni (calciatore)
Pietro Magni (Bobbiate, 20 marzo 1919 – Bobbiate, 24 luglio 1992) è stato un calciatore e allenatore di calcio italiano.
È ricordato come un «super jolly» in quanto rimane tuttora l'unico giocatore al mondo ad avere ricoperto ogni ruolo del calcio, avendo indossato almeno una volta — in un'epoca ancora priva della numerazione fissa — tutti gli undici numeri di maglia della squadra nel corso di partite ufficiali.

## Caratteristiche tecniche

### Giocatore
La sua polivalenza tattica, emersa al meglio durante la militanza nella Juventus, gli permise di esibirsi in primis da ala sinistra a mezzala destra, da mediano a terzino destro, e in misura minore negli altri ruoli compreso quello di portiere: in quest'ultimo caso scendendo in campo da titolare con la maglia numero uno, stante l'indisponibilità di Sentimenti IV e Perucchetti, nella sfida del 13 dicembre 1942 sul terreno della Triestina (1-1).
Negli anni a Torino mancò d'indossare la sola maglia numero cinque, infine vestita il 26 febbraio 1950 difendendo i colori del Genoa, in occasione di una trasferta, ironia della sorte, contro la sua ex Juventus.

## Carriera

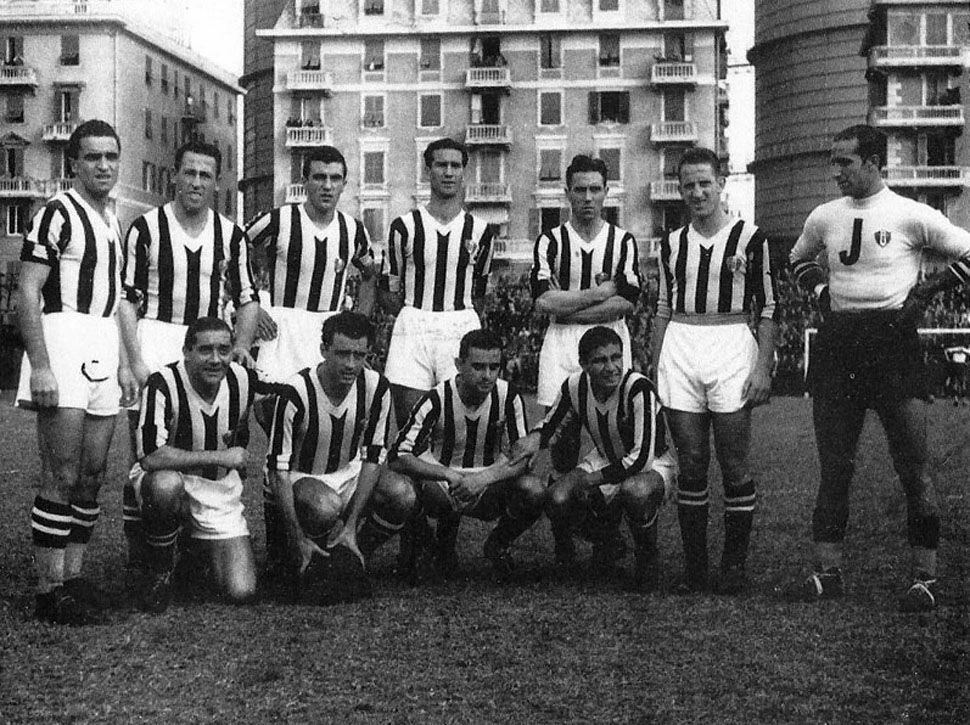
Magni (in piedi, secondo da destra) alla Juventus nel 1942

Dopo tre stagioni in Serie C con il Varese approdò nel 1940 al Liguria, in Serie B, conquistando subito la promozione nel massimo campionato. Fece il suo esordio in Serie A il 25 ottobre 1941 in Torino-Liguria (3-2). La stagione seguente si trasferì proprio a Torino, sponda Juventus, dove spenderà la parte più significativa della carriera: vestì la maglia bianconera dal 1942 al 1948 (con l'intervallo della seconda guerra mondiale), per un totale di 106 partite, segnando anche 27 reti.
Nel 1948 lasciò la Juventus ma continuò a giocare in massima serie con Lucchese e Genoa. Nello stesso anno comparve, insieme ad altri calciatori, nel film 11 uomini e un pallone, diretto da Giorgio Simonelli, nella parte di se stesso.
Dal 1951 al 1953 fu al Lecce, in Serie C, dove ricoprì il ruolo di giocatore-allenatore, prima di venire esonerato e passare al Martina come allenatore. Nel 1953 andò al Cesena, anche qui nella duplice veste di allenatore e giocatore. Dalla Romagna ritornò nel 1954 al Varese nella sola veste di calciatore, ove chiuse la carriera agonistica.
Nel dicembre del 1957 subentrò Carlo Kaffenigg sulla panchina del Fanfulla. Nel 1958 si sedette sulla panchina della Pro Patria, in Serie C, e nel campionato successivo riportò i tigrotti nella serie cadetta con una squadra formata quasi interamente da giocatori bustocchi o dei dintorni; rimasto a Busto Arsizio, nella stagione 1961-1962 sfiorò il clamoroso ritorno in Serie A, sempre con lo stesso gruppo di giocatori delle annate precedenti.
Negli anni successivi continuò ad allenare diverse squadre: tra le altre, Bari, Salernitana e ancora Varese.

## Palmarès

### Giocatore

#### Competizioni nazionali
- Campionato italiano Serie C: 1

Varese: 1939-1940 (girone C)
- Campionato italiano di Serie B: 1

Liguria: 1940-1941

#### Competizioni regionali
- Promozione: 1

Varese: 1954-1955 (girone D)

### Allenatore

#### Competizioni nazionali
- Campionato italiano Serie C: 1

Pro Patria: 1959-1960 (girone A)
- Campionato italiano Serie D: 1

Pavia: 1966-1967 (girone D)